# Police provinciale de l'Ontario

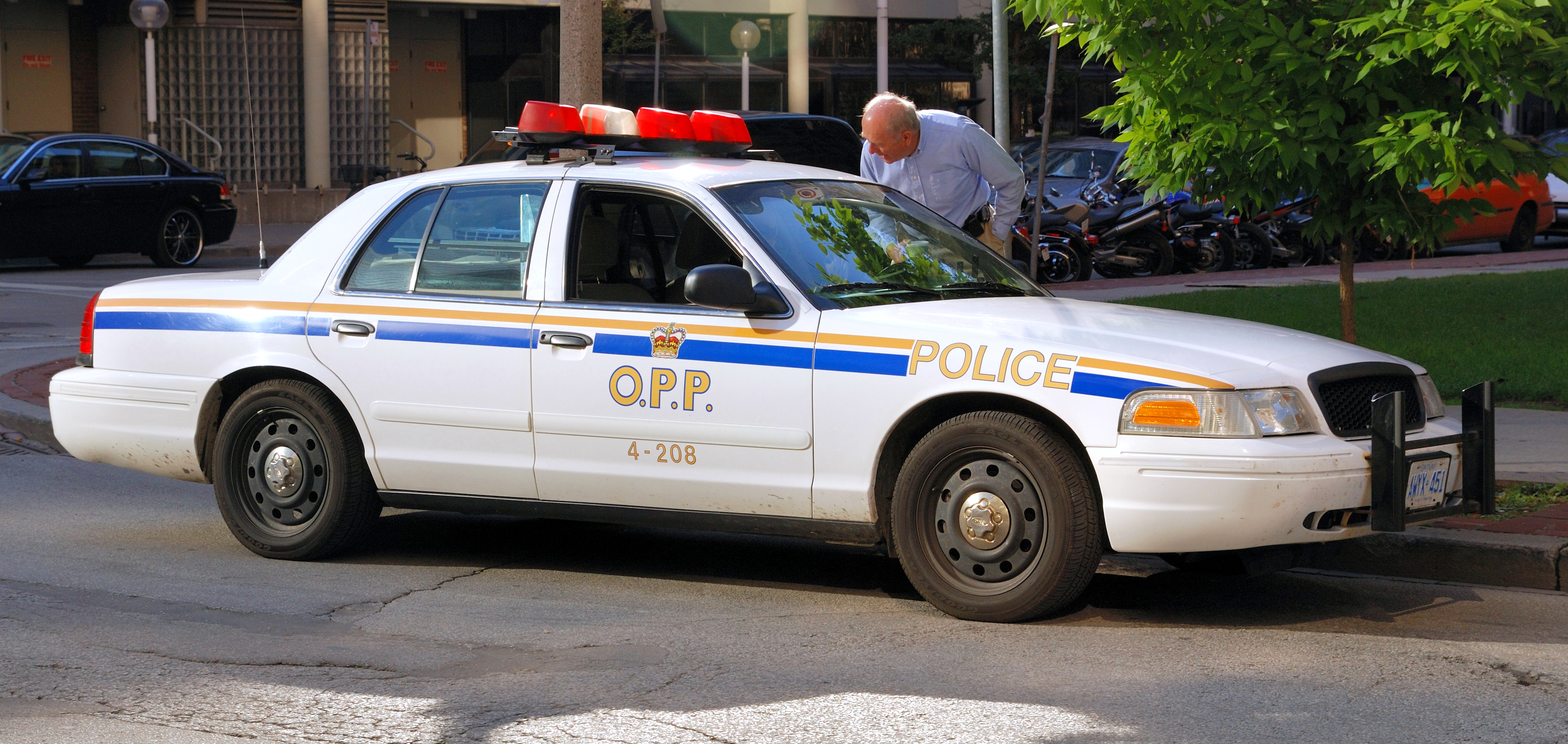
Véhicule de l'OPP

La Police provinciale de l'Ontario (PPO, en anglais : Ontario Provincial Police ou OPP) est la force policière de  l'Ontario. Elle a été fondée  en 1909 et est la seconde force de police provinciale créée au Canada, après la Sûreté du Québec, fondée en 1870.  
Par sa taille, l'OPP est le plus gros service de police de la province avec, en 2019, environ 8 300 employés dont 5 700 agents en uniforme armés notamment de Glock 22, 2 600 employés civils et environ 700 auxiliaires. Elle est la première force de police, au niveau des provinces et territoires du Canada. Seule la Gendarmerie royale du Canada a des effectifs et des moyens supérieurs à la police provinciale de l'Ontario. 
L'OPP a la responsabilité d'offrir des services de police à travers la province dans les régions rurales et les villages et municipalités qui n'ont pas de force de police municipale. Elle a également le mandat d'enquêter sur des crimes à l'échelle de la province. Elle est également responsable de la sécurité sur les autoroutes provinciales qui relient plus de deux villes. La Gendarmerie royale du Canada est déléguée à des taches spécifiques dans cette province, comme au Québec.
À l'intérieur de la grande région de Toronto, elle est responsable de la sécurité routière sur les autoroutes de séries-400 et d'autres routes. L'OPP est également responsable de la sécurité à l'Assemblée législative de l'Ontario, qui siège à Toronto.

## Sommaire
L'OPP est le plus grand corps policier déployé dans une province canadienne. Elle est responsable de fournir des services policiers dans les régions rurales de l'Ontario, principalement dans les zones rurales et dans les villes et municipalités de moins de 50 000 habitants. Elle fournit aussi un soutien spécialisé aux corps de police municipaux et enquête sur les crimes commis sur plusieurs juridictions de la province. Elle patrouille sur les autoroutes de la province (particulièrement les autoroutes de série-400) ainsi que sur les voies maritimes. L'OPP travaille aussi en collaboration avec des autres ministères du gouvernement provincial, tels que le ministère du Transport et le ministère des Ressources naturelles pour renforcer les lois concernant la sûreté de la route et les règlements concernant la préservation des ressources. Elle a aussi la responsabilité de patrouiller et garder les édifices de l'Assemblée législative de l'Ontario à Queens Park, à Toronto.
L'OPP est l'une des trois agences de police provinciales canadiennes avec la Sûreté du Québec, deuxième force de police au niveau des provinces, et la Royal Newfoundland Constabulary police de Terre-Neuve et Labrador.

## Organisations et départements
L'OPP est chargé de fournir des services de police sur plus de 1 million km2 de terre et  plus de 174 000 km2 de lacs et rivières à une population de 12,3 millions de personnes (13,6 millions de personnes durant les mois d'été). En 2019, l'OPP était composée de 5700 policiers en uniforme (effectuant aussi des missions en civil), 2600 agents civils et 700 auxiliaires en uniforme. Elle disposait d'une flotte de  plus de 2300 véhicules, de 14 embarcations maritimes, de 286 véhicules de tout-terrain et motoneiges (ski-doo), de deux hélicoptères et de deux avions. 
La province est divisée en six régions opérationnelles:
1. Centrale (quartier général à Orillia)
2. Est (quartier général à Smiths Falls)
3. Division de sécurité routière (DSR) - quartier général à Aurora
4. Nord-est (quartier général à North Bay)
5. Nord-ouest (quartier général à Thunder Bay)
6. Ouest (quartier général à London)

Les services opérationnels sur le terrain sont fournis par 163 postes de police et de locaux satellites à travers la province. Les postes de l'OPP sont souvent appelés des detachments.
Le quartier général de l'OPP se trouve à Orillia. Le déménagement dans cette ville faisait partie d'un effort du gouvernement provincial de décentraliser ses agences et ministères dans les autres régions de l'Ontario. Jusqu'en 1995, l'administration et le quartier général de l'OPP se trouvaient dans différents édifices à Toronto. De 1973 à 1995, le quartier général se trouvait dans l'édifice de la Commission de la sécurité professionnelle de l'assurance contre les accidents de travail (CSPAAT), situé au 90, rue Harbour (immeuble en cours de démolition). En 1922, les bureaux de l'OPP se trouvaient au deuxième étage des édifices de la législature de la province dans le quartier de Queens Park .

## Formation
Les nouvelles recrues commencent leur formation payante au Collège de Police de l'Ontario à Aylmer pour une durée de 13 semaines puis ils terminent leurs cours au centre de formation à Orillia. Les nouvelles recrues faisaient auparavant leur formation dans de nombreuses installations à Toronto jusqu'à l'ouverture du Centre de Formation et du Développement de la PPO, ouvert à Brampton en 1981. Celui-ci demeura ouvert jusqu'en 1998 lorsque le centre fut déménagé à Orillia.

## Service auxiliaire
La PPO dispose d'un programme auxiliaire[Quoi ?] pour soutenir ses membres de la force régulière. La mission du Service auxiliaire de la Police provinciale de l'Ontario est de fournir des membres volontaires aptes aux fonctions de police dans des circonstances spéciales (incluant les périodes d'urgence[Quoi ?]) et lorsqu'il n'y a pas suffisamment de policiers disponibles. Le service auxiliaire de la PPO est actuellement un programme bénévole où des citoyens et citoyennes reçoivent une formation spéciale pour exécuter des rôles spécifiques tels que des services de police communautaires, des patrouilles régulières, des examens de scènes de crime et de catastrophe, la gestion de la sécurité lors de grands rassemblements et  le contrôle routier. Le service auxiliaire de la Police provinciale de l'Ontario est le seul programme au Canada qui exige de ses membres de suivre un cours de recrutement dans ses  installations d'entraînement. Cette formation est suivie durant la période de service. Le programme est reconnu comme une étape préliminaire pour une embauche permanente au sein de l'OPP. Le service auxiliaire compte plus de 900 agents spéciaux, ce qui en fait la plus grosse unité policière auxiliaire en Ontario.

## Service de sécurité parlementaire
Le Service de sécurité parlementaire est responsable de la sécurité du complexe législatif à Queens Park. Le service est composé d'agents spéciaux de la police provinciale. Leur rôle principal est la protection des députés et des  employés du complexe législatif  ainsi que des membres du gouvernement, qui se trouvent dans l'enceinte du complexe.   

Notes et références 
1. ↑  Ville de Hwakesbury, « Réunion ordinaire du Conseil du 10 février 2014 », 3 mars 2014 (consulté le 13 novembre 2014).